# Bagoang
Bagoang is een bestuurslaag in het regentschap Bogor van de provincie West-Java, Indonesië. Bagoang telt 5915 inwoners (volkstelling 2010).